# هيدريد الصوديوم
هيدريد الصوديوم هو مركب كيميائي له الصيغة NaH، ويكون على شكل مسحوق بلوري عديم اللون.

## الخواص
- يتبلور هيدريد الصوديوم في شبكة بلورية مشابهة لـكلوريد الصوديوم.
- هيدريد الصوديوم غير منحل في المحلات العضوية، لكنه قابل للانحلال في مصهور هيدروكسيد الصوديوم.
- يمتاز بأنه حساس جداً للرطوبة الجوية، حيث يشتعل نتيجة التماس مع الهواء، مما يعكس النشاط الكيميائي الكبير لهذا المركب، حيث يمكن أن يصنف ضمن فصيلة القلويات القوية القادرة على نزع البروتون والتفاعل مع حموض لويس كما في التفاعلات التالية

## التحضير
يحضر هيدريد الصوديوم صناعياً من تمرير غاز الهيدروجين النقي على مصهور معدن الصوديوم عند درجات حرارة بين 250-300°س.
من أجل سهولة التعامل معه يكون على شكل معلق في زيت بارافين.

## الاستخدامات
- نتيجة خواصه القلوية القوية يستخدم هيدريد الصوديوم في تفاعلات الكيمياء العضوية مثل تكاثف كلايسن، تفاعل الإضافة الألدولية، وتفاعلات الألكلة.
- في الكيمياء اللاعضوية يستخدم هيدريد الصوديوم لتحضير هيدريدات المعادن.

## السلامة
يتفاعل هيدريد الصوديوم بشكل متفجر مع الماء، وبشكل عنيف مع الكحولات.
له تأثير مخرش على الجلد والأغشية المخاطية